# 門田新田インターチェンジ
門田新田インターチェンジ（もんでんしんでんインターチェンジ）は、新潟県上越市門田新田にある上越魚沼地域振興快速道路（上越三和道路）のインターチェンジである。

## 接続する道路
- 新潟県道13号上越安塚柏崎線

## 歴史
- 2019年（令和元年）11月22日 : 供用開始[1]。

## 隣
上越魚沼地域振興快速道路（上越三和道路）
寺IC - 門田新田IC - 鶴町IC